# الانتخابات العامة في البوسنة والهرسك 2014
الانتخابات العامة في البوسنة والهرسك 2014 أجريت الانتخابات العامة في البوسنة والهرسك في 12 أكتوبر 2014، أدلى المصوتون بأصواتهم لانتخابات مجلس الرئاسة البوسني ومجلس النواب، فضلا عن رؤساء الهيئات التشريعية في الكيانين (اتحاد البوسنة والهرسك وجمهورية صرب البوسنة).

## النظام الانتخابي
يتم انتخاب الأعضاء الثلاثة في مجلس الرئاسة البوسني عن طريق التعددية، في جمهورية صرب البوسنة الناخبون يقومون بانتخاب ممثل الصرب، بينما في اتحاد البوسنة والهرسك يقوم الناخبون بانتخاب العضوين الذين يمثلان البوشناق والكروات، تم انتخاب 42 عضو في مجلس النواب على أساس التمثيل النسبي في دائرتين انتخابيتين، واتحاد البوسنة والهرسك وجمهورية صرب البوسنة.

## النتائج
تم انتخاب مجلس الرئاسة البوسني المُكون من ثلاثة أشخاص هم:
- بكر عزت بيغوفيتش عن البوشناق، حصل على 32.87% من أصوات البوشناق.
- دراغان كوفتش عن الكوات، حصل على 52.20% من أصوات الكروات.
- مالدين ايفانتش عن الصرب، حصل على 48.71 من أصوات الصرب.

## تشكيل الحكومة
في حين كان البوسني المسلم بكر عزت بيجوفيتش العضو الوحيد من الرئاسة الثلاثية الذي يعاد انتخابه، تم اختيار الصربي ملادن إيفانيتش كأول رئيس، وقال عزت بيغوفيتش: في السنوات الأربع القادمة أتوقع للرئاسة أن تكون محرك قوي يقود هذا البلد قدمًا على طريق الإصلاح نحو بلوغ الهدف الأهم لدينا لتصبح عضوًا شرعيًا في اتحاد الدول الأوروبية دولة حرة وديمقراطية، وقال إيفانيتش: الناس في البوسنة والهرسك استنفدت وتعبت من المشاحنات والمواجهات، وأصبحوا محاصرين في حلقة مفرغة من الأزمة الاقتصادية والبطالة الهائلة ومصابين بالاكتئاب وظلوا يعانون من نقص في الأفكار حول كيف يمكن تغيير هذا الوضع وهذا يجب أن يتغير، وأضاف أن مصلحة الجميع أن يتعاونوا مع كل من الولايات المتحدة وروسيا.